# Ioan Vida-Simiti
Ioan Vida-Simiti (n. 6 iulie 1949) este un deputat român în legislatura 1996-2000, ales în județul Cluj pe listele partidului PNȚCD. Este profesor doctor inginer la Universitatea Tehnică din Cluj-Napoca și fost decan al Facultății de Știința și Ingineria Materialelor din cadrul instituției clujene de învățământ superior tehnic

## Legături externe
- Ioan Vida-Simiti[nefuncțională]
 la cdep.ro